# Stenobrachius leucopsarus
Stenobrachius leucopsarus es un pequeño pez oceánico de la familia Myctophidae. Descrita por primera vez por la pareja de ictiólogos Carl H. Eigenmann y Rosa Smith en 1890, se llama así por los numerosos y pequeños fotóforos redondos que recubren la superficie ventral de la cabeza y el cuerpo.
Esta especie marina posee una boca y nariz chata, dientes pequeños y ojos de gran tamaño. Es de color gris y azul verdoso oscuro en la superficie dorsal, mientras que la parte ventral es más pálida. Los adultos pueden alcanzar los 13 centímetros (5 pulgadas) de longitud y vivir por 8 años.
Se encuentra en el Océano Pacífico, desde Japón y Baja California hasta el mar de Bering. Es la especie más común de pez linterna en el Pacífico noroccidental. Al igual que todos los peces linterna, esta es una especie de aguas profundas; se pasa el día en las zonas batipelágicas y mesopelágicas más profundas del océano y asciende o se cerca a la superficie del océano durante la noche. Es un pez de agua fría.
Como la mayoría de los peces, esta especie es ovípara y se alimenta de plancton, y es perseguido por numerosos depredadores, incluyendo pescados como el salmón y el atún y aves como la gaviota piquicorta (Rissa brevirostris).